# Alessandro Tiarini

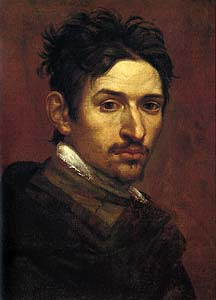
Alessandro Tiarini, autorretrato de juventud.

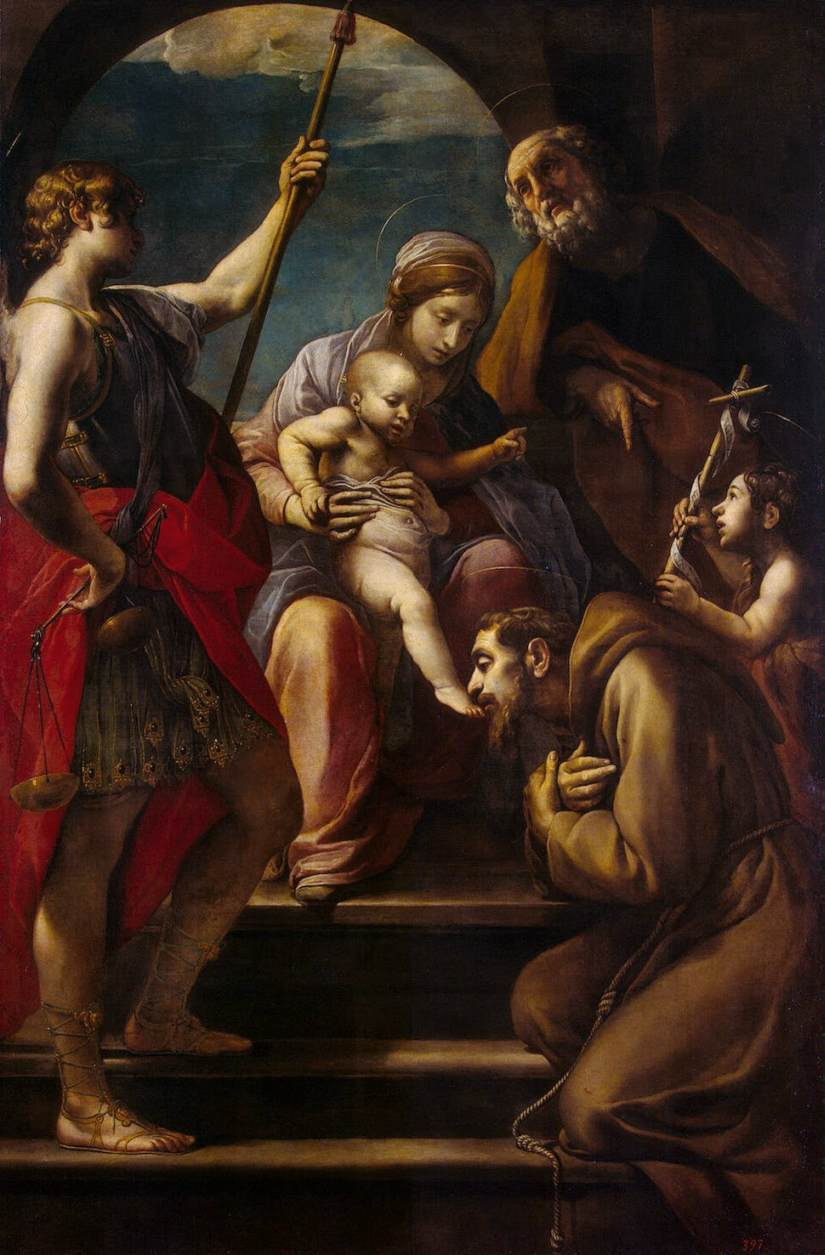
Sagrada Familia, Museo del Hermitage, San Petersburgo.

Alessandro Tiarini (Bolonia, 20 de marzo de 1577 - Bolonia, 8 de febrero de 1668) fue un pintor italiano del Barroco, perteneciente a la Escuela Boloñesa.

## Biografía

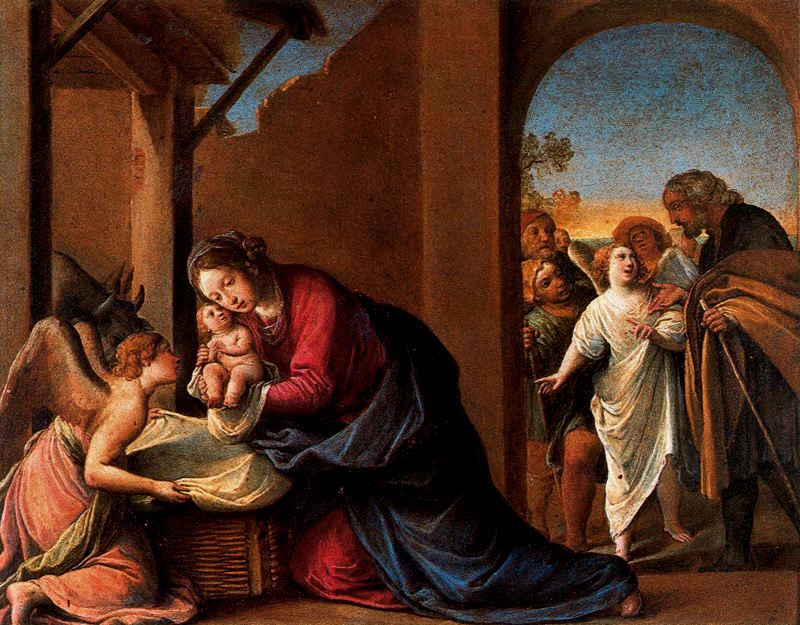
Natividad, Uffizi, Corredor Vasariano, Florencia.

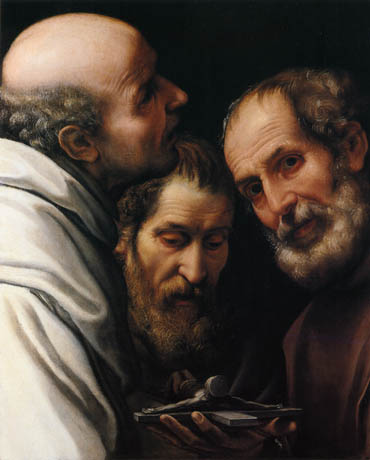
Tres monjes contemplando un crucifijo, Palazzo Rosso, Génova.

Huérfano de madre desde muy niño, fue criado por una tía, que intentó encaminarlo hacia la carrera eclesiástica infructuosamente. Tuvo por madrina a la pintora Lavinia Fontana, comenzando su aprendizaje con el padre de esta, Prospero Fontana. Después pasó al taller de Bartolomeo Cesi. No fue admitido en la Accademia degli Incamminati de los Carracci. Problemas con la justicia lo obligaron a abandonar Bolonia, estableciéndose en Florencia, donde pintó diversas fachadas al fresco, y algunas obras de altar (1599-1606), tales como la Adoración de los Pastores (Palazzo Pitti). En la ciudad del Arno trabajó a las órdenes de maestros consagrados como Domenico Passignano, Bernardino Poccetti y Jacopo da Empoli.
El influjo de Ludovico Carracci lo atrajo de nuevo a Bolonia y Reggio Emilia. Su Lamento sobre Cristo muerto está en la Pinacoteca Nazionale de Bolonia. Su obra maestra en dicha ciudad es una serie de frescos para la Cappella Brami en la Basílica della Ghiara. También trabajó en Cremona durante 1623-24. En Parma pintó una Jerusalén liberada para el Palazzo del Giardino de los Farnese.
Su formación con los Carracci se advierte en la solidez de sus figuras, de una gran gravedad. Parece que Tiarini sufrió una honda impresión al conocer el arte innovador del Caravaggio, del que incluso copió su Incredulidad de Santo Tomás. En su fase final aclaró su paleta y se dejó llevar por la corriente liderada por Domenichino y sobre todo, Guido Reni, perdiendo en parte su personalidad como artista, muy prometedora en sus primeros años.
En sus últimos años tuvo que retirarse de la profesión, pues fue víctima de la ceguera y una parálisis que le impidieron trabajar. Discípulos suyos fueron Francesco Carbone y Luca Barbieri.

## Obras destacadas

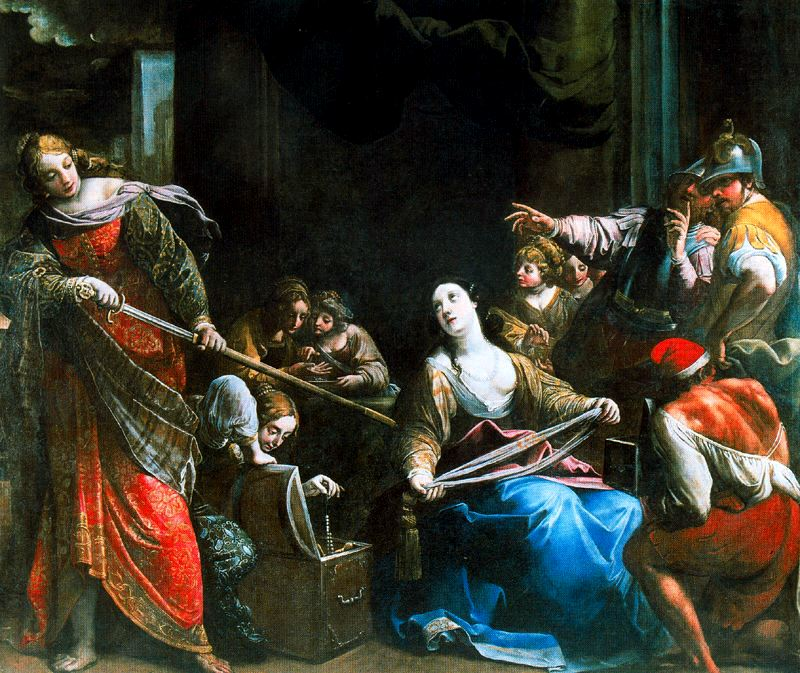
Aquiles y las hijas de Licomedes, Galleria Nazionale d'Arte Antica, Roma.

### Decoraciones al fresco
- Frescos de la Cappella Brami (Basílica della Ghiara, Bolonia)
  - Coronación de la Virgen

### Lienzos
- Adoración de los Pastores (1605, Palazzo Pitti, Florencia)
- Lamento sobre Cristo muerto (1617, Pinacoteca Nazionale, Bolonia)
- Jerusalén liberada (Palazzo del Giardino, Parma)
- Exaltación de la Cruz (Galleria Estense, Modena), originalmente en el Oratorio della Buona Morte, Reggio.
- Virgen, María Magdalena y San Juan Bautista llorando sobre los instrumentos de la Pasión (San Benedetto, Bolonia)
- Santa Catalina arrodillada ante un crucifijo (Santa Maria Maddalena, Bolonia)
- Pietà (San Antonio, Bolonia)
- Escena de caza (Collegio di Propaganda Fide, Roma)
- Arrepentimiento de San José (Museo del Louvre, París)
- Sagrada Familia (Museo del Hermitage, San Petersburgo)
- Asunción de la Virgen (San Domenico, Budrio)
- Aquiles y las hijas de Licomedes (Galleria Nazionale d'Arte Antica, Roma)
- Incendio de Troya (Galleria Nazionale d'Arte Antica, Roma)
- Tamar y los enviados de Judá (Fondazione Pietro Manodori, Reggio Emilia)
- Vulcano fabrica las flechas de Cupido (Fondazione Pietro Manodori, Reggio Emilia)
- Rinaldo y Armida (Musée des Beaux-Arts, Lille)
- Santo Domingo resucita a un muchacho (1614-15, Santo Domingo, Bolonia)
- La Magdalena viene a anunciar a Pedro y Juan la desaparición del cuerpo de Cristo (Musée Départemental de l'Oise, Beauvais)
- Esponsales místicos de Santa Catalina con las santas Bárbara y Margarita (Pinacoteca Nazionale, Bolonia)
- Martirio de Santa Bárbara (San Petronio, Bolonia)
- Tres monjes contemplando un crucifijo (Galleria del Palazzo Rosso, Venecia)
- Natividad (San Salvatore, Bolonia)
- Medoro y Angelica (Gemäldegalerie Alte Meister, Dresde)
- Huida a Egipto (San Vitale, Bolonia)
- Virgen con niño y los santos Escolástica y Benito (Museo della Rocca Dozza, Bolonia)
- Pietà (1617, Pinacoteca Nazionale, Bolonia)
- San Martín resucita al hijo de la viuda (c. 1617, Santo Stefano, Bolonia)

## Enlaces externos

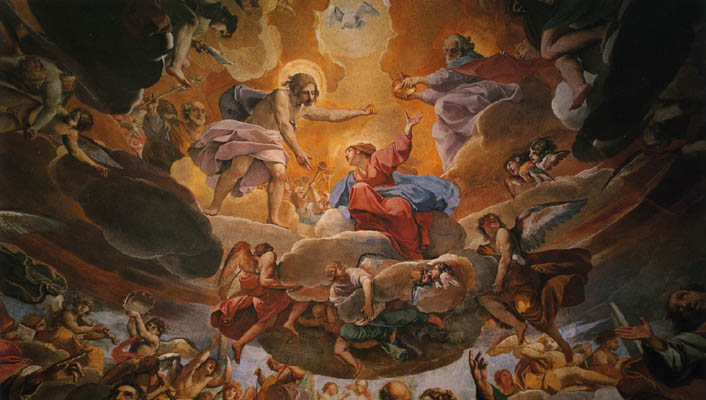
Coronación de la Virgen (detalle), Basílica della Ghiara, Reggio Emilia.